# David Erkalp

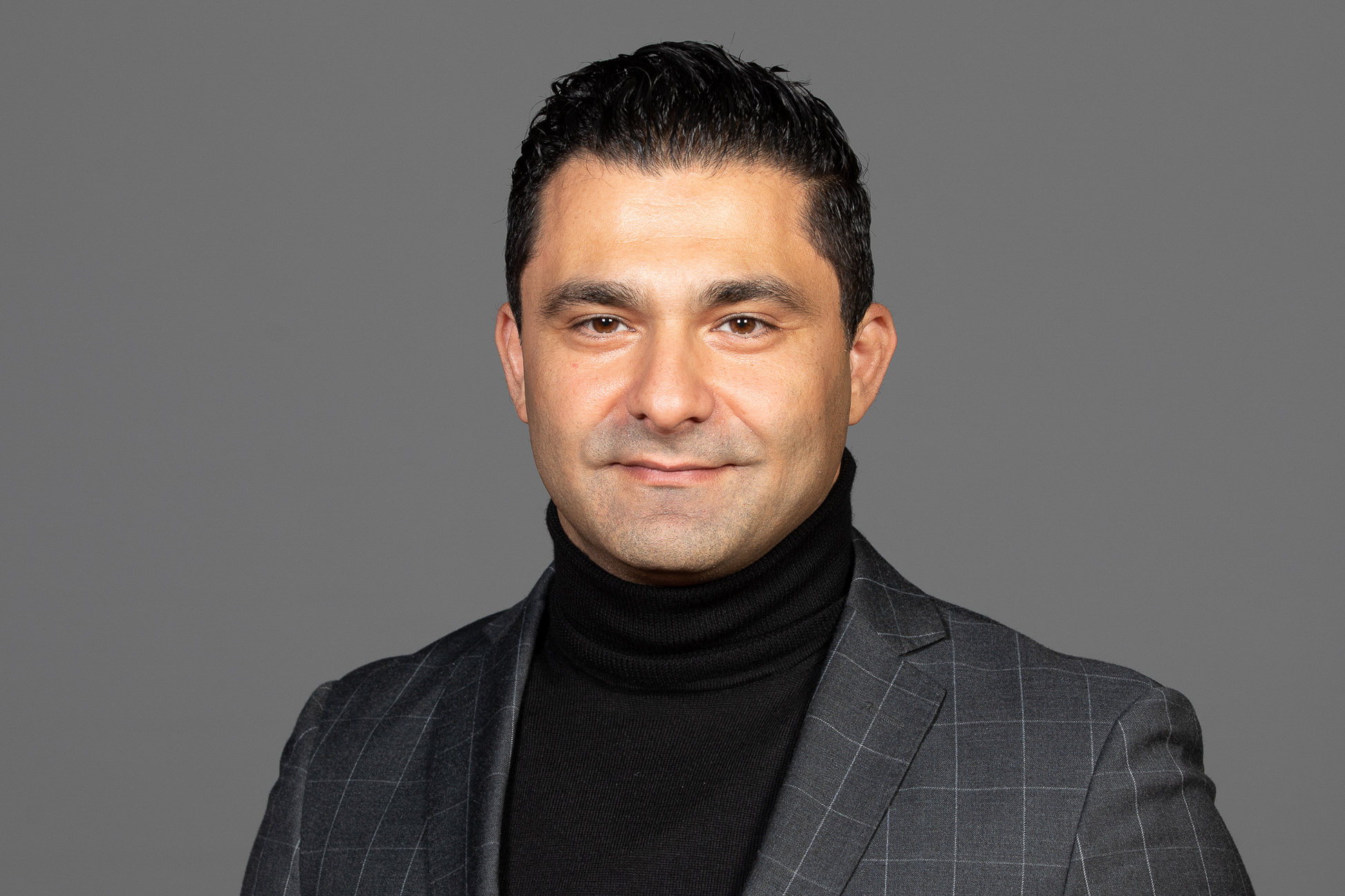
David Erkalp (2018)

David Adnan Erkalp (* 2. Februar 1974 in Midyat, Türkei) ist ein Hamburger Politiker (CDU) und Abgeordneter der Hamburgischen Bürgerschaft.

## Leben und Beruf
Erkalps Familie gehört der christlichen Minderheit der Aramäer an, die traditionell im Südosten der Türkei leben.
Erkalp studierte nach Abitur und Zivildienst 1994–99 Betriebswirtschaftslehre und bis 2001 Sozial-Ökonomie (Schwerpunkte EU-Arbeitsmarkt- und Wirtschaftspolitik) an der Hamburger Universität für Wirtschaft und Politik (HWP) mit dem Abschluss eines Diplom-Betriebswirts. Er arbeitet als Filialleiter im Familienunternehmen.
David Erkalp ist verheiratet und hat drei Kinder.

## Politischer Werdegang
1998 trat Erkalp in die CDU ein. Im Januar 2006 wurde er zum Vorsitzenden des Ortsverband Billstedt gewählt. Vor und nach der Wahl war Erkalp häufiger Teil der medialen Berichterstattung. Seine Mitgliederwerbung, vor allem in der aramäischen Gemeinde, brachte Aufmerksamkeit. 
Ende 2007 kam er in die Schlagzeilen, weil er bei der Beratung über ein Bauvorhaben seiner Eltern seine Befangenheit nicht formell anmeldete. Im selben Zeitraum wurde seine Unbefangenheit bei der Zahlung von Sondermitteln an die aramäische Gemeinde angezweifelt. Erkalp wies jedoch darauf hin, in der Gemeinde keine offiziellen Positionen zu bekleiden. Von 2008 bis 2012 war Erkalp Mitglied des Landesvorstandes der CDU Hamburg und von 2010 bis 2012 Kreisvorsitzender der CDU Hamburg-Mitte.
Bei der Bürgerschaftswahl 2008 erhielt Erkalp 6831 Stimmen im Wahlkreis Billstedt – Wilhelmsburg – Finkenwerder und zog in die Bürgerschaft ein. Bei der Wahl 2011 verlor er das Mandat, da Heiko Hecht mehr Stimmen erhalten hatte, kam aber am 2. September 2013 als dessen Nachrücker wieder in die Bürgerschaft. Bei der Wahl 2015 errang Erkalp mit 12.410 Wahlkreisstimmen erneut ein Direktmandat.
Am 23. Februar 2020 gelang Erkalp erneut der Einzug als Abgeordneter in die Hamburgische Bürgerschaft.